# Piège en eaux profondes
Ne pas confondre avec le film Submerge de Sophie O'Connor.
Pour le film avec Bruce Willis, voir Piège en eaux troubles.
Pour plus de détails, voir Fiche technique et Distribution.
Piège en eaux profondes (Submerged) est un film américain réalisé par Anthony Hickox, sorti en 2005 en DVD.

## Synopsis
Une organisation terroriste, basée en Uruguay, kidnappe des soldats américains et, à l'aide d'un virus créé par un savant fou, prend le contrôle de leurs esprits pour les transformer en machines à tuer.
Le mercenaire Chris Cody (Steven Seagal), emprisonné à la suite de l'échec d'une opération, est libéré par l'armée américaine et mis à la tête d'un commando, qui se rend en Uruguay pour mettre un terme aux méfaits de l'organisation. Cody et ses hommes essayent de libérer les soldats et de les ramener sains et saufs à bord d'un sous-marin volé.

## Fiche technique
- Titre original : Submerged
- Réalisé par : Anthony Hickox
- Durée : 96 minutes
- Studio : Nu Image
- Genre : Action et espionnage
- Nationalité : États-Unis

Interdit aux moins de 12 ans.

## Distribution
- Steven Seagal : Chris Cody
- Christine Adams : Dr Susan Chappell
- William Hope : l'agent Fletcher
- Nick Brimble : Adrian Lehder
- Vinnie Jones : Henry
- Alison King : Damita
- Gary Daniels : le Colonel Sharpe
- Ross McCall : Plowden
- P.H. Moriarty : Chef
- Peter Youngblood Hills : Doc Shock
- James D.R. Hickox : Opérateur radio
- Adam Fogerty : O'Hearn
- Leigh Zimmerman : US Ambassador
- Sam Douglas : Burgess
- Nikolai Sotirov : Col. Jorge Hilan
- Raicho Vasilev : Ender
- Martin McDougall : Assistant 1
- William Tapley : Ambassador Ron Higgins
- Maria Ilieva : Sandrow's Woman
- Nadia Ivanova : Sharpe's Wife
- Kiril Manchev : Guard #1
- Sebastien Chiffot : Guard #2
- George Zlatarev : Officer of the Watch
- Stephen Da Costa : Luis
- Andrey Slabakov : Mini Cap Driver
- Robin Cofaliev : Fletcher's Guard
- Vlado Nikolov : Ruggero
- Victoria Yocheva :Maria
- Yoan Karamfilov : Sharpe's Son
- Lachezar Petkov : MIG Pilot

## Autour du film
- Contrairement à ce que son titre francophone pourrait laisser penser, ce film n'est pas la suite de Piège en haute mer et Piège à grande vitesse (Under Siege et Under Siege 2, en VO), deux films dans lesquels Steven Seagal jouait un autre personnage, nommé Casey Ryback. Il ne doit pas non plus être confondu avec Piège en eaux troubles (Striking Distance, en VO), qui est un film avec Bruce Willis.
- Piège en eaux profondes a, à l'époque de sa sortie, provoqué des réactions irritées en Uruguay pour la manière fantaisiste dont le pays y est représenté. Dans le scénario du film, l'Uruguay apparaît comme une République bananière dirigée par un dictateur. Le film a d'ailleurs été tourné en Bulgarie[1].